# Gianluca Tiberti
Gianluca Tiberti (ur. 24 kwietnia 1967 w Rzymie) – włoski pięcioboista nowoczesny. Dwukrotny medalista olimpijski.
Brał udział w dwóch igrzyskach (IO 88, IO 92), na obu zdobywał medale w drużynie. W 1988 Włosi zajęli w drużynie drugie miejsce (tworzyli ją  ponadto Carlo Massullo i Daniele Masala), cztery lata później byli trzeci (także Roberto Bomprezzi i Massullo). Indywidualnie  w Seulu zajął 17. miejsce, w Barcelonie był 23. W 1990 był trzykrotnym medalistą mistrzostw świata. Wywalczył złoto indywidualnie, srebro w drużynie i brąz w sztafecie.